# Идзена
Идзена (яп. 伊是名村 Идзэна-сон) — село в Японии, находящееся в уезде Симадзири префектуры Окинава. Площадь села составляет 15,44 км², население — 1480 человек (1 августа 2014), плотность населения — 95,85 чел./км².

## Географическое положение
Село расположено на острове Идзена в префектуре Окинава региона Кюсю.

## Население
Население села составляет 1480 человек (1 августа 2014), а плотность — 95,85 чел./км². Изменение численности населения с 1980 по 2005 годы:
| 1980 | 2144 чел. |  |
| 1985 | 2003 чел. |  |
| 1990 | 1892 чел. |  |
| 1995 | 1895 чел. |  |
| 2000 | 1897 чел. |  |
| 2005 | 1762 чел. |  |

## Символика
Деревом села считается Quercus phillyraeoides.